# Ambassade de France au Guatemala
L'ambassade de France au Guatemala est la représentation diplomatique de la République française auprès de la république du Guatemala. Elle est située à Guatemala, la capitale du pays, et son ambassadeur est, depuis 2024, Frédéric Clavier. 

## Ambassade
L'ambassade est située à Guatemala. Elle accueille aussi le consulat général de France.

## Ambassadeurs de France au Guatemala
| De   | À    | Ambassadeur               |
| ---- | ---- | ------------------------- |
| 1953 | 1959 | Roger Robert du Gardier   |
| 1959 | 1962 | Roger de Bercegol de Lile |
| 1962 | 1966 | Maurice Guiramand         |
| 1966 | 1971 | Eugène Wernert            |
| 1971 | 1975 | Henri Ruffin              |
| 1975 | 1980 | René Lalouette            |
| 1980 | 1984 | Louis Deblé               |
| 1984 | 1988 | André Le Guen             |
| 1988 | 1991 | Jean Mazéo                |
| 1991 | 1993 | Paul Poudade              |
| 1993 | 1996 | Charles Crettien          |
| 1996 | 2000 | Serge Pinot               |
| 2000 | 2005 | Gilles Vidal              |
| 2005 | 2008 | Norbert Carrasco-Saulnier |
| 2008 | 2010 | Michèle Ramis-Plum        |
| 2010 | 2013 | Philippe Bastelica        |
| 2013 | 2015 | Philippe Franc            |
| 2015 | 2018 | Jean-Hugues Simon-Michel  |
| 2018 | 2021 | Jean-François Charpentier |
| 2021 | 2024 | Odile Roussel             |
| 2024 | auj. | Frédéric Clavier          |

### Communauté française
Au 31 décembre 2016, 907 Français sont inscrits sur les registres consulaires au Guatemala.
| 2001 | 2002 | 2003 | 2004 |
| ---- | ---- | ---- | ---- |
| 540  | 569  | 652  | 711  |

| 2005 | 2006 | 2007 | 2008 |
| ---- | ---- | ---- | ---- |
| 681  | 754  | 772  | 807  |

| 2009 | 2010 | 2011 | 2012 |
| ---- | ---- | ---- | ---- |
| 808  | 803  | 788  | 777  |

| 2013 | 2014 | 2015 | 2016 |
| ---- | ---- | ---- | ---- |
| 779  | 824  | 840  | 907  |

| 2017 | 2018 | 2019  | - |
| ---- | ---- | ----- | - |
| 870  | 989  | 1 008 | - |

### Circonscriptions électorales
Depuis la loi du 22 juillet 2013 réformant la représentation des Français établis hors de France avec la mise en place de conseils consulaires au sein des missions diplomatiques, les ressortissants français d'une circonscription recouvrant le Guatemala et le Salvador élisent pour six ans un conseiller consulaire. Ce dernier a trois rôles : 
1. il est un élu de proximité pour les Français de l'étranger ;
2. il appartient à l'une des quinze circonscriptions qui élisent en leur sein les membres de l'Assemblée des Français de l'étranger ;
3. il intègre le collège électoral qui élit les sénateurs représentant les Français établis hors de France.

Pour l'élection à l'Assemblée des Français de l'étranger, le Guatemala appartenait jusqu'en 2014 à la circonscription électorale de Mexico, comprenant aussi le Belize, le Costa Rica, le Honduras, le Mexique, le Nicaragua, le Panama et le Salvador, et désignant trois sièges. Le Guatemala appartient désormais à la circonscription électorale « Amérique Latine et Caraïbes » dont le chef-lieu est São Paulo et qui désigne sept de ses 49 conseillers consulaires pour siéger parmi les 90 membres de l'Assemblée des Français de l'étranger.
Pour l'élection des députés des Français de l’étranger, le Guatemala dépend de la 2e circonscription.